# اسرار الوزیس

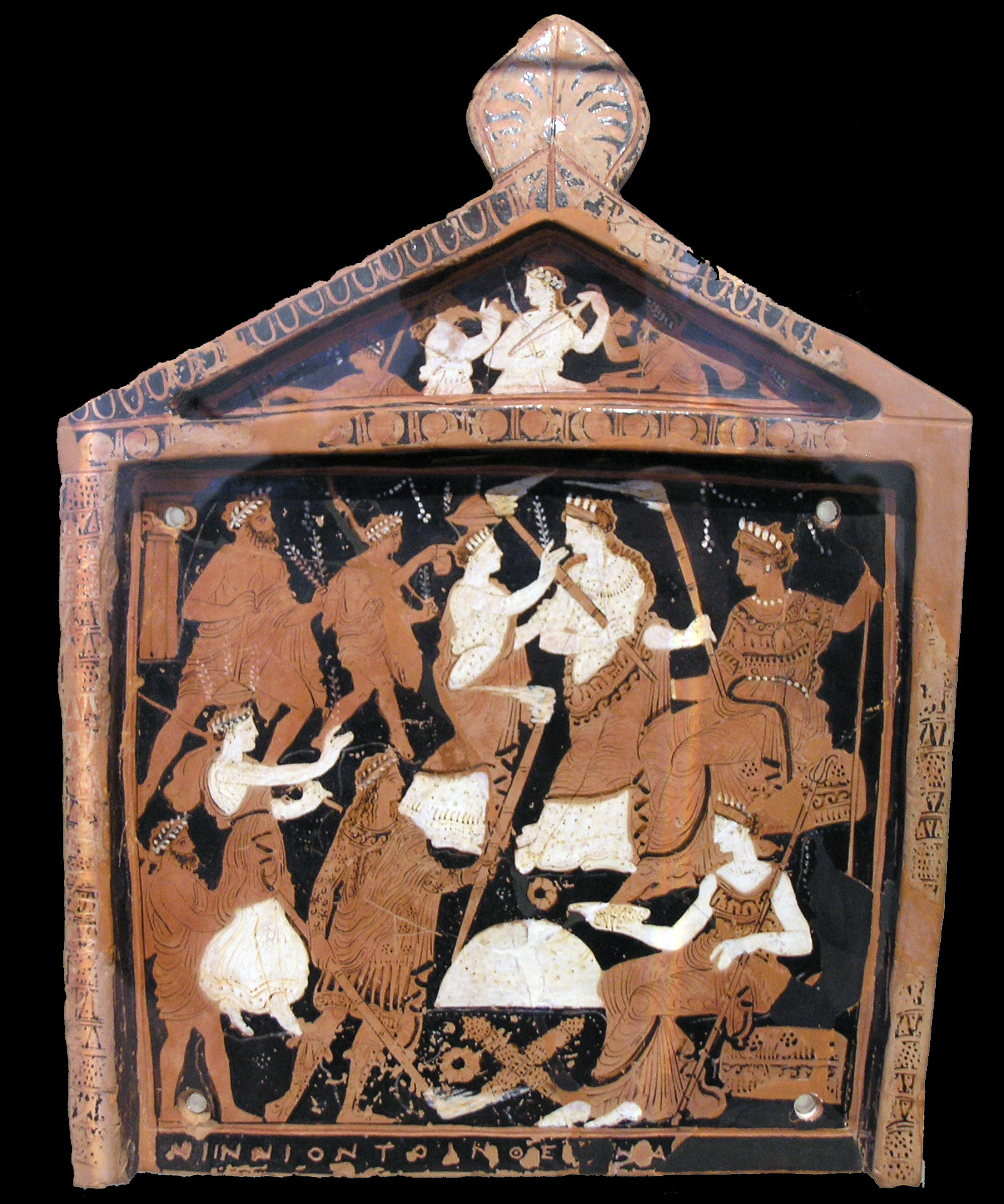

اسرار الوزیس (به انگلیسی: Eleusinian mysteries) «اسرار» یا آداب تشرف به دین دمتر و پرسفونه بود که در شهر الوزیس در یونان قدیم برگزار می‌شد و مهم‌ترین مراسم دینی مخفی در یونان باستان بود. عده ای معتقدند رخدادهای این مراسم باقی مانده از مراسم دوران زمینداری است و عده‌ای معتقدند از رسوم میسنی گرفته شده‌است. در این مراسم هادس خدای سرزمین مردگان پرسفونه را از دست مادرش دمتر می‌ربود و به جهان زیرین می‌برد. این مراسم مهم‌ترین مراسم دینی دوران هلنی بود که به روم نیز تسری یافت.
داستان سه مرحله داشت: 
1. فرود به جهان زیرین
2. جستجو
3. فرا آمدن به جهان برین و دختر در پایان داستان به نزد مادرش بازمی‌گشت.